# Olivier Thomert
Olivier Thomert (Versailles, 28 maart 1980) is een Franse voetballer (aanvaller) die voor Hércules CF uitkomt. Eerder speelde hij voor Le Mans, RC Lens en Stade Rennais.